# Maria Roman Nowak
Antoni Maria Roman Nowak, właściwie Antoni Nowak (ur. 16 listopada 1931 w Dobrej, zm. 16 listopada 2013 w Raszewie Dworskim) – polski biskup mariawicki, w latach 1983–1992 ordynariusz diecezji lubelsko-podlaskiej Kościoła Starokatolickiego Mariawitów w RP.

## Życiorys
Antoni Nowak wstąpił do Zgromadzenia Kapłanów Mariawitów w 1949. Jako zakonnik mariawicki przyjął imię Maria Roman. 11 listopada 1950 otrzymał święcenia diakonatu i rozpoczął służbę kościelną w parafii mariawickiej w Żarnówce. W latach 1952–1958 studiował w mariawickim seminarium duchownym w Płocku oraz na Chrześcijańskiej Akademii Teologicznej w Chylicach. 4 października 1958 otrzymał święcenia kapłańskie. Szafarzem sakramentu kapłaństwa był ówczesny Biskup Naczelny Jan Maria Michał Sitek. Od 1972 wchodził w skład Rady Kościoła.
27 września 1983 Kapituła Generalna nominowała go na biskupa. 20 listopada 1983 otrzymał sakrę biskupią i został ordynariuszem diecezji lubelsko-podlaskiej. W 1992, ze względu na zły stan zdrowia, zrezygnował z pełnienia funkcji biskupich.
W latach 1958–1986 był proboszczem parafii Przemienienia Pańskiego w Żarnówce, a w latach 1986–1992 proboszczem parafii św. Jana Chrzciciela w Cegłowie. Po ustąpieniu z pełnionych stanowisk biskup Maria Roman Nowak zamieszkał w klasztorze przy Świątyni Miłosierdzia i Miłości w Płocku, a następnie na terenie parafii św. Anny w Raszewie Dworskim.
Biskup Maria Roman Nowak zmarł 16 listopada 2013 w Raszewie Dworskim. Uroczystości pogrzebowe odbyły się 23 listopada 2013. Pochowany został na cmentarzu mariawickim w Dobrej.